# 科林·莫伊尼汉
科林·莫伊尼汉（英語：Colin Moynihan，1955年9月13日—），英国男子赛艇运动员。他曾代表英国参加1980年和1984年夏季奥林匹克运动会赛艇比赛，其中1980年奥运会获得一枚银牌。